# El proyecto de la bruja de Blair (videojuegos)
Los videojuegos de Blair Witch son una trilogía de videojuegos de terror (para PC con Windows) basados en el trasfondo de la película The Blair Witch Project. Los tres juegos utilizan el motor de Nocturne y fueron distribuido por Gathering of Developers, aunque cada juego ha sido desarrollado por un equipo diferente.

## Blair Witch Volumen 1: Rustin Parr
Mientras que el Volumen 1 se destina a tener lugar en el universo ficticio de la Bruja de Blair, técnicamente el juego es también una secuela de Nocturne, el juego por el cual el motor de la trilogía al principio fue desarrollado. Elspeth "Doc" Holiday es un personaje menor en Nocturne, y varios otros personajes de ese juego también aparecen. Con excepción de la sección de apertura en la sede de Spookhouse, el juego tiene lugar durante cuatro días.
La historia tiene lugar en el año 1941. Elspeth "Doc" Holliday, una tranquila, investigadora científica, es enviada a la ciudad de Burkittsville por el Spookhouse, una agencia estatal clasificada ficticia encargada de investigar sucesos paranormales.
Se ha informado de que a principios de los 40 un ermitaño llamado Rustin Parr, secuestró siete niños de Burkittsville y, aparentemente sin motivo, asesinó a todos menos a uno en su sótano. Él forzó al niño superviviente, Kyle Brody, a ponerse de pie en una esquina y escuchar los gritos de los niños que eran torturados y asesinados. Después Rustin Parr salió de su casa en el bosque, caminó a la ciudad, y dijo a un comerciante local: "Finalmente estoy terminado."
El jugador debe guiar a Holliday a través de sus investigaciones, para ver si hay verdad alguna en la afirmación de Parr de que él estaba bajo influencia de fuerzas del otro mundo cuando él cometió los asesinatos. La investigación incluye conversar con los habitantes de la ciudad y el análisis de pistas. Las secuencias de acción se producen intermitentemente en el bosque donde la legendaria Bruja de Blair se rumorea que vive, así como en secuencias de pesadilla en las cuales los habitantes de la ciudad parecen hacerse Daemites (zombis demoníacos).
La historia de Rustin Parr, sin la participación de Holliday, se describe brevemente en la primera película, y más plenamente en el pseudo-documental Curse of the Blair Witch, que acompañó al DVD de la misma.
El principal antagonista de la serie no es en realidad la Bruja de Blair, sino un demonio llamado Hecaitomix. Es explicado a través del juego y la serie que este demonio controló y poseyó a otros, como a Elly Kedward, (a través de Kyle Brody) influyó a Rustin Parr.
El juego tiene referencia a Nocturne, algunos personajes de Nocturne aparecen al comienzo del juego: Master Khen Rigzin, Coronel Hapscomb, Biggs General, un secretario sin nombre, Svetlana Lupescu, y The Stranger. The Stranger reaparece más tarde en el juego, en el cuarto día, como el compañero del jugador. Algunos enemigos de Nocturne (el bate criaturas, un hombre lobo) también aparecen en el inicio del juego, en la sesión de entrenamiento.

## Blair Witch Volume 2: The Legend of Coffin Rock
La segunda entrega del juego se basa en una historia que estaba relacionada brevemente en el primer juego y en la película original. Es la historia de un soldado de la Unión durante la Guerra Civil Americana, que es herido mortalmente en batalla y dado por muerto. A medida que se desliza en la inconsciencia, escucha una misteriosa voz decir: "Su hora aún no ha llegado, soldado. Todavía lo necesito!". Por supuesto, no es su hora: una joven llamada Robin Weaver, lo encuentra y lo ayuda a volver a la casa aislada donde vive con su abuela, Bess.
Mientras él se cura, tiene una serie de alucinaciones y una experiencia cercana a la muerte, en donde se entera, pero no comprendre plenamente, que Robin está en peligro. Cuando despierta, descubre que está sufriendo de amnesia y no recuerda quién es. La única pista sobre su pasado es el uniforme que viste. Desde que él no puede recordar su nombre, la abuela de Robin, una devota cristiana, temporalmente lo bautiza como Lázaro.
La abuela de Robin, con el soldado ahora en deuda, le informa que Robin ha desaparecido en los bosques y le pide que la encuentre. Ella está convencida de que "los bosques la tienen". 	
El soldado considera que se trata de paranoia, y piensa que Robin simplemente ha ido a jugar en el bosque y se tarda en regresar. Bess es insistente, sin embargo, y el soldado de mala gana está de acuerdo con ayudar en la búsqueda de Robin.
Mientras el juego progresa, Lázaro recuerda los elementos de su pasado, por medio de secuencias flashback del juego, que poco a poco explican cómo los eventos actuales han llegado.

### Curiosidades
- El uniforme de Lázaro se ve en el primer juego en la casa de Robin Weaver, y él es mencionado durante ese juego.
- El personaje de Peter Durant aparece en el primer juego como un viejo bibliotecario. En el segundo juego, él es joven y le dice a Lázaro de la leyenda de la Bruja de Blair.
- La historia principal se lleva a cabo en Burkittsville en el año 1886, pero el argumento es ambientado durante la Guerra Civil Americana, que duró desde 1861 hasta 1865 (se menciona que Lázaro es un veterano de la Batalla de Gettysburg).

## Blair Witch Volume 3: The Elly Kedward Tale
El último episodio de la trilogía es una historia original que no se mencionó en la película, aunque fue brevemente mencionada en los dos primeros juegos. Es básicamente una historia de origen, que habla de cómo llegó la leyenda de la Bruja de Blair, ambientado en 1785, en los primeros días del Municipio de Blair (posteriormente rebautizado a Burkittsville). El personaje principal de la historia es Jonathan Prye, un ex sacerdote que abandonó el clero, debido a una crisis de fe. Prye, ahora un cazador de brujas, es llamado a Blair para investigar los acontecimientos relacionados con la desaparición de una mujer llamada Elly Kedward unas semanas antes.
Elly Kedward fue acusada de brujería después de que fue encontrada dibujando la sangre de los niños y realizando rituales paganos. Fue juzgada, declarada culpable y condenada a ser desterrada de la ciudad. Los vecinos la ataron a una carretilla, la arrastraron en los bosques cercanos y la abandonaron para morirse de frío. Kedward desapareció de la carretilla a la cual ella fue atada, y nunca fue vista otra vez.
Unos días más tarde, los niños del municipio comenzaron a desaparecer, y la población comenzó a escapar del miedo - con sólo el magistrado local, Jonah, y el capellán del municipio, Engendrar Goodfellow Padre, restante detrás. El padre Goodfellow es convencido de que una mala fuerza sobrenatural está trabajando - Jonah, un escéptico, rechaza creer esto.

También hay dos personas que están encerradas en una cárcel en la ciudad: Hirrum Heathtow es un borracho, y Elizabeth Styler es una bruja que fue detenida cuando se encontraba en la casa de Elly, recitando frases extrañas.
El jugador debe guiar a Prye a través de su investigación, para descubrir que paso con la Bruja de Blair.

### Curiosidades
- El personaje de Jonathan Prye (doblado por un actor diferente) apareció brevemente en el primer juego, y le regaló su diario a Doc Holliday. Ellos se conocieron en un "sendero oscuro", una oscura dimensión, donde "no hay tiempo, sólo el lugar, pasado, presente y futuro, todos a la vez". Holliday no aparece en el tercer juego.
- El personaje de Asgaya Gigagei también aparece, muy envejecido, en el primer juego.
- A pesar del título, el personaje de Elly Kedward no aparece en momento alguno en The Elly Kedward Tale.